# Maciej Buchwald
Maciej Buchwald (ur. 1986 w Warszawie) – polski niezależny reżyser filmowy, aktor, scenarzysta, improwizator, performer i stand-uper. Członek grupy teatru improwizowanego Klancyk. Od 2023 współprowadzący programu „KS Poranek” w Kanale Sportowym.

## Filmy
- 2023: 1670 – reżyseria[2]
- 2018: Szczęście – dyplom fabularny PWSFTViT
- 2015: Kac – etiuda fabularna PWSFTViT
- 2013: Sygnał – scenariusz, reżyseria – etiuda fabularna PWSFTViT
- 2012: Horoskopy miłości – scenariusz, reżyseria – etiuda dokumentalna PWSFTViT
- 2011: Edukacja w Łodzi – scenariusz, reżyseria, aktor
- 2010: Dzieciństwo na Imielinie – scenariusz. reżyseria – etiuda szkolna
- 2010: Mam cię na taśmie – scenariusz, reżyseria, aktor, producent
- 2010: Z miłości (reż. Anna Jadowska) – aktor
- 2009: Krótki film na białym tle – scenariusz i reżyseria – etiuda szkolna
- 2009: Retrorandka – reżyseria, scenariusz, montaż – etiuda szkolna
- 2009: Pościg – reżyseria, scenariusz, montaż, zdjęcia – etiuda szkolna
- 2009: Modern Talking – scenariusz i reżyseria – etiuda szkolna
- 2009: Guilty of Love – reżyseria – film promocyjny Jakuba Kraciuka
- 2009: Projekt ulica (reż. Ivo Krankowski) – aktor
- 2008: Od jutra – scenariusz i reżyseria – etiuda szkolna
- 2008: Ogrzej mnie (reż. Natalia Kostenko i Agnieszka Mania) – aktor
- 2008: Pętla (reż. Michał Zakrocki) – aktor
- 2007: Nie ma o czym milczeć – scenariusz, reżyseria, aktor, producent
- 2006: The Outsider (reż. Artur Wyrzykowski) – aktor, scenariusz
- 2002: Takie życie (reż. Artur Wyrzykowski) – aktor

## Teatr
- 2018: Powrót do Maa reżyseria, scenariusz
- 2015: Nieznośnie długie objęcia (reż. Iwan Wyrypajew) – aktor
- 2009: O’Malley’s Bar (reż. Karolina Kolendowicz) – wizualizacje
- 2007: Hydraulik (reż. Igor Gorzkowski) – wizualizacje
- 2007: Substytut (reż. Justyna Sobczyk) – wizualizacje

## Teatr improwizowanyKlancyk
- 2012: Pan Harold
- 2011: Longplay
- 2011: U pradziadka z patefonu: Klancyk improwizuje pod Alibabki
- 2011: Komora maszyny losującej jest pusta
- 2010: Butem! Knutem!
- 2010: Zaburzone osobowości
- 2009: Zagrożone gatunki
- 2008: Mam dobrą wiadomość. Koń zjadł jabłko
- 2008: Kto widział małpę trzymającą scenariusz?
- 2006: Krasz Test Impro[3]

## Festiwale
- 2007: Heineken Open’er Festival – telewizja festiwalowa
- 2007: Festiwal Teatralny Mały Azyl – kronika
- 2006: Festiwal teatralny Mały Azyl – kronika
- 2006: Era Nowe Horyzonty, Wrocław – telewizja festiwalowa

## Nagrody
Dla Nie ma o czym milczeć:
- Grand Prix oraz Nagroda Publiczności na Europejskim Festiwalu Młodego Kina 2007
- Najlepszy film niezależny – festiwal Zoom -Zbliżenia Jelenia Góra 2008
- Nominacja do Offowego Odkrycia Roku 2007 w plebiscycie telewizji Kino Polska i serwisu Stopklatka.pl
- Nominacje do nagrody Offskar 2008 w kategoriach – reżyseria, scenariusz, zdjęcia i aktor
- Offskar 2008 w kategorii Najlepszy Aktor – Maciej Buchwald
- I Nagroda oraz Nagroda Publiczności na festiwalu Oskariada 2008
- Grand Prix w Konkursie Kina Niezależnego na 33. Festiwalu Polskich Filmów Fabularnych Gdynia 2008
- Grand Prix na 6. Festiwalu Filmów Komediowych i Niezależnych BAREJAda 2008 Jelenia Góra
- Grand Prix Best Off 2008

Dla O’Malley’s Bar
- 2 miejsce w nurcie off na 30. Przeglądzie Piosenki Aktorskiej we Wrocławiu